# Крым-Сарай
Крым-Сарай (устар. Крым-Сараево) — река в России, протекает по Татарстану.
Устье реки находится в 21 км по левому берегу реки Дымка. Длина реки составляет 23 км. Площадь водосборного бассейна — 128 км².

## Данные водного реестра
По данным государственного водного реестра России относится к Камскому бассейновому округу, водохозяйственный участок реки — Ик от истока и до устья, речной подбассейн реки — бассейны притоков Камы до впадения Белой. Речной бассейн реки — Кама.
Код объекта в государственном водном реестре — 10010101312111100028176.